# Кастрил
Кастрил (на испански: Castril) е населено място и община в Испания. Намира се в провинция Гранада, в състава на автономната област Андалусия. Общината влиза в състава на района (комарка) Уескар. Заема площ от 247 km². Населението му е 2193 души (по данни от 1 януари 2017 г.). Разстоянието до административния център на провинцията е 154 km.

## Демография
| 1930 | 1940 | 1950 | 1960 | 1970 | 1981 | 1991 | 2001 | 2005 | 2006 | 2011 | 2017 |
| ---- | ---- | ---- | ---- | ---- | ---- | ---- | ---- | ---- | ---- | ---- | ---- |
| 5165 | 5401 | 5716 | 5545 | 5182 | 4124 | 3247 | 2614 | 2565 | 2581 | 2387 | 2193 |